# 绍恩施泰因
绍恩施泰因（德語：Schauenstein，發音：[ˈʃaʊənˌʃtaɪn] ⓘ）是德国巴伐利亚州上弗兰肯行政区霍夫县的城市，面积26.66平方千米，2023年12月31日人口为1,899人。